# Sycon
Sycon är ett släkte av svampdjur som beskrevs av Risso 1826. Sycon ingår i familjen Sycettidae.

## Dottertaxa tillSycon, i alfabetisk ordning[1][2]
- Sycon abyssale
- Sycon album
- Sycon ampulla
- Sycon antarcticum
- Sycon arcticum
- Sycon asperum
- Sycon australe
- Sycon barbadense
- Sycon boreale
- Sycon calcaravis
- Sycon caminatum
- Sycon capricorn
- Sycon carteri
- Sycon ciliatum
- Sycon coactum
- Sycon compactum
- Sycon cylindricum
- Sycon defendens
- Sycon digitiforme
- Sycon dunstervillia
- Sycon eglintonensis
- Sycon elegans
- Sycon ensiferum
- Sycon escanabensis
- Sycon faulkneri
- Sycon formosum
- Sycon frustulosum
- Sycon gelatinosum
- Sycon giganteum
- Sycon globulatum
- Sycon grantioides
- Sycon helleri
- Sycon hozawai
- Sycon humboldti
- Sycon inconspicuum
- Sycon incrustans
- Sycon karajakense
- Sycon kerguelense
- Sycon lambei
- Sycon lendenfeldi
- Sycon lingua
- Sycon luteolum
- Sycon matsushimense
- Sycon mexico
- Sycon minutum
- Sycon misakiensis
- Sycon mundulum
- Sycon munitum
- Sycon natalense
- Sycon okadai
- Sycon ornatum
- Sycon parvulum
- Sycon pedicellatum
- Sycon pentactinalis
- Sycon plumosum
- Sycon proboscideum
- Sycon protectum
- Sycon pulchrum
- Sycon quadrangulatum
- Sycon ramosum
- Sycon ramsayi
- Sycon raphanus
- Sycon rotundum
- Sycon satsumense
- Sycon scaldiense
- Sycon schmidti
- Sycon schuffneri
- Sycon setosum
- Sycon simushirensis
- Sycon stauriferum
- Sycon subhispidum
- Sycon sycandra
- Sycon tabulatum
- Sycon tenellum
- Sycon tuba
- Sycon urugamii
- Sycon verum
- Sycon vigilans
- Sycon villosum
- Sycon yatsui